# Meneci (fill de Jàpet)
Meneci (en grec antic: Μενοίτιος, 'Menoítios') va ser un tità, fill de Jàpet i de Clímene, i germà d'Atles, Prometeu i Epimeteu.
Va participar en la rebel·lió contra els olímpics, i Zeus, al veure'l orgullós i arrogant per la seva força, el va abatre amb un llamp i el va endinsar al Tàrtar.
Una altra llegenda deia que aquest Meneci no era fill de Clímene, sinó d'Àsia.